# Ketawaren
Ketawaren is een bestuurslaag in het regentschap Karo van de provincie Noord-Sumatra, Indonesië. Ketawaren telt 157 inwoners (volkstelling 2010).